# Cheval dans l'Antiquité

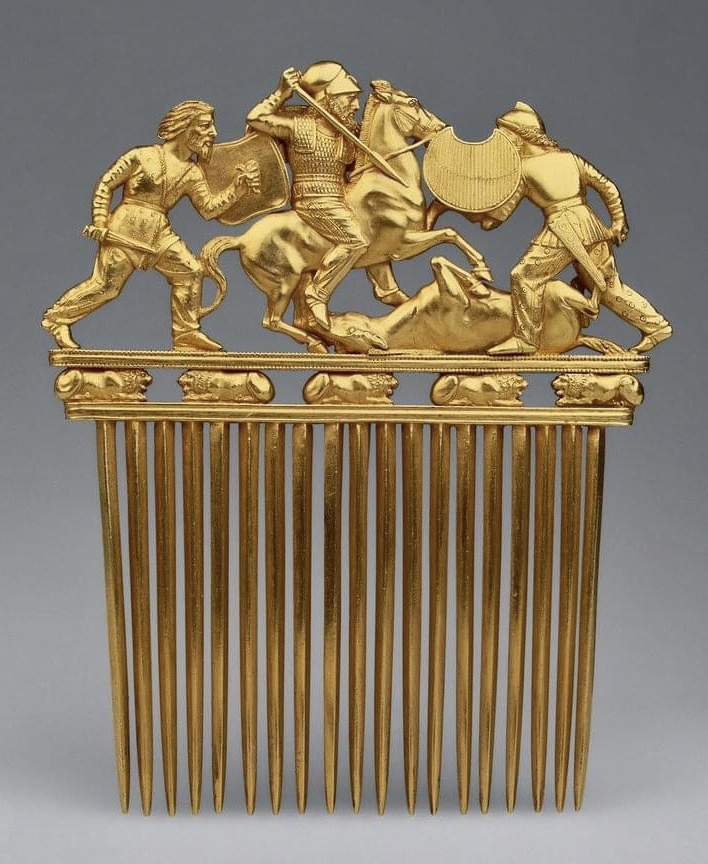
Cavalier scythe, peigne scythe en or, Solokha, Ukraine,

L'utilisation du cheval dans l'Antiquité est très importante pour de nombreux peuples, en particulier pour le transport et la guerre. La maîtrise de cet animal est facteur de victoire ou de défaite lors de conflits. 
Les chevaux antiques différent par leur conformation et leur élevage du cheval moderne. Ils sont en général de plus petite taille.

## Présence du cheval
L'importance capitale du cheval dans l'histoire de l'humanité, à travers les progrès découlant de sa domestication, ne fait aucun doute pour les historiens.
Les plus anciennes preuves de domestication du cheval remontent à environ 5 500 ans, dans l'actuel Kazakhstan, au sein de la culture de Botaï. Le cheval est présent à l'état sauvage dans un certain nombre de régions d'Eurasie, d'où il est domestiqué puis importé en Chine, en Asie occidentale, en Europe et en Afrique au gré des migrations de pasteurs nomades notamment lors de l’expansion des peuples indo-européens. Selon le colonel de l'armée française Denis Bogros, l'équitation est « inventée » durant toute l'Antiquité. La nécessité d'apprendre à utiliser la force et la rapidité du cheval au combat et à la chasse en sont les principales motivations. 
D'après la docteure en histoire grecque et romaine Carolyn Willekes, c'est au cours de l'Antiquité que le cheval devient le principal mode de transport, ainsi qu'une arme de guerre. Ce processus lui confère une grande valeur parmi tous les peuples antiques qui en ont l'usage. 

### Modes d'élevage
Bogros estime que les modèles des animaux antiques ont évolué sous l'influence de l'élevage sélectif. Pour la Dr Willekes, il est cependant « clair » que l'influence de l'environnement et du biotope sur l'apparence des chevaux antiques est beaucoup plus importante que l'élevage par l'être humain : « les humains ont exercé très peu de contrôle sur la taille et l'apparence de leurs chevaux. L'hyperspécialisation n'existe pas ». Les notions de race, de lignées et de croisements extérieurs ne trouvent pas d'équivalent dans le monde antique ; les éleveurs ont une approche inverse, consistant à adapter l'usage d'un cheval à sa morphologie. 
La manière dont un cheval est élevé a une influence majeure sur son modèle. La plupart des chevaux antiques ne sont pas nourris ni soignés par des humains, à l'exception notable du Nisaean ; ces chevaux qui doivent trouver leur propre nourriture par eux-mêmes restent généralement petits et rustiques.
Cela rend les modes d'élevage antiques radicalement différents des méthodes d'élevage modernes. Un cheval antique est en effet susceptible de participer à une grande variété de taches, alors qu'un cheval moderne est souvent élevé directement dans l'optique d'une carrière spécifique (par exemple en sport hippique ou en saut d'obstacles).

## Évolutions de l'utilisation de l'animal par région
À l'époque antique, le cheval sauvage n'est connu qu'en Eurasie et dans une partie de l'Afrique ; il a en effet disparu du continent Américain à la fin de la dernière période glaciaire.

### Origines dans les steppes eurasiennes
C'est essentiellement dans les steppes eurasiennes qu'ont lieu les principaux développements équestres dans l'Antiquité. C'est là qu'a eu lieu la plus ancienne domestication du cheval au néolithique, où il est devenu un outil essentiel de l'économie fondée sur l'élevage nomade. C'est dans les steppes eurasiennes que sont apparus les premiers chars de combat, donnant un avantage et une mobilité inconnue jusqu'alors aux peuples indo-européens qui se répandront alors dans une part importante de l'Eurasie en passant par les steppes.
Bien qu'ils soient crédités de la première domestication  du cheval, les pratiques équestres des peuples des steppes eurasiennes restent très méconnues. Il existe en effet une confusion entre différentes tribus dans les sources antiques, le mot « scythe » pouvant être employé pour désigner n'importe quel archer à cheval de l'Antiquité.
Les Scythes, peuple indo-européen plus tardif, développent la cavalerie montée, devenant les premiers peuples cavaliers de l'Antiquité, en fondant leur technique de guerre sur l'archerie montée,. Les Scythes sélectionnent ensuite des races de chevaux plus fortes qui permettdnt de développer les premiers cataphractaires entièrement en armure. Toutes ces techniques se répandent rapidement parmi la plupart des civilisations d'Eurasie.  

### Proche-Orient ancien

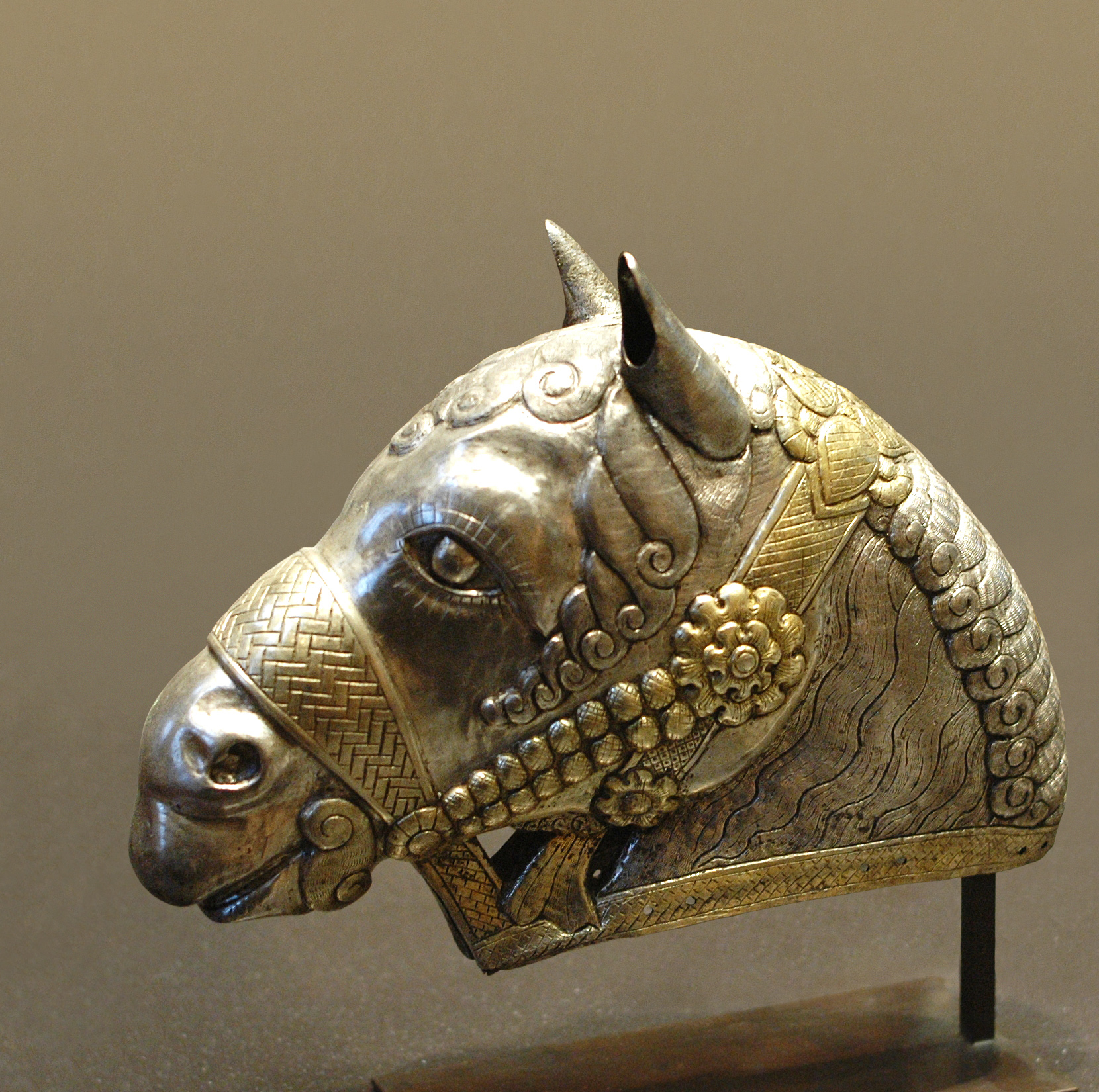
Tête de cheval sassanide trouvée près de Kerman (Iran). IVe siècle.

Le cheval joue un rôle prééminent au Proche-Orient, depuis son introduction et tout au long de l'Antiquité, jusqu'à nos jours. 
Des chevaux domestiques, identifiés par leurs oreilles courtes et leur crinière et queue flottantes, commencent à apparaître dans les représentations artistiques de Mésopotamie au cours de la période akkadienne, 2300-2100 ans avant notre ère. Le mot pour « cheval », littéralement « âne des montagnes », fait son apparition dans des documents Sumériens au cours de la troisième dynastie d'Ur, environ 2100-2000 ans avant notre ère,. Les rois de la troisième dynastie d'Ur ont apparemment une forme de divertissement consistant à nourrir des lions avec des chevaux, ce qui pourrait indiquer que les chevaux étaient considérés comme plus exotiques qu'utiles. Le roi Shulgi, vers 2050 ans avant notre ère, se comparait toutefois à un cheval sur la route qui fait fouetter sa queue, et une image sous son règne montre apparemment un homme chevauchant au galop. Les chevaux sont importés en Mésopotamie et dans la plaine du Proche-Orient en plus grand nombre 2000 ans avant notre ère, quand l'utilisation du char de guerre se répand.
L'élevage du cheval est, parmi tous les animaux du Proche-Orient, celui qui a fait l'objet du plus d'attentions. Cela est lié au fait que cet animal a un grand intérêt militaire et a revêtu avec le temps une fonction de prestige qui le place au-dessus des autres animaux domestiqués. Les Kassites et les Hourrites semblent avoir joué un grand rôle dans le développement de l'art de l'élevage du cheval à partir du milieu du IIe millénaire. L'élevage du cheval a donné naissance à une littérature spécifique : des textes dits hippiatriques (médecine du cheval) retrouvés à Ugarit en Syrie, et des conseils pour bien dresser les chevaux prodigués par un spécialiste hourrite nommé Kikkuli, retrouvés dans un texte hittite. Des textes administratifs d'autres sites contemporains (Assur, Nippur) montrent également tous les soins portés à l'élevage des chevaux par les élites des différents royaumes du Proche-Orient ancien.
La place essentielle que finit par occuper le cheval dans les pratiques militaires (et son corollaire la chasse) expliquent qu'il soit rapidement devenu un animal noble et prisé, faisant l'objet de traités consacrés à son élevage et son entretien, privilège dont ne bénéficiaient pas les autres animaux, avant de devenir le symbole des guerriers dans les représentations artistiques. La spécialisation de certains peuples et régions dans son élevage (Urartu, Mèdes, Scythes) leur confère un avantage important sur les champs de bataille.

### Moyen-Orient
Au Moyen-Orient, certaines tribus perses semblent avoir créé les pur-sang arabes, chevaux du désert, robustes et élégants. Ils inventèrent aussi le polo.[réf. nécessaire]

### Égypte
Lorsque les Hyksôs envahissent l'Égypte au XVIIe siècle avant notre ère, les Égyptiens n'utilisaient les chevaux que pour des tâches civiles. La cavalerie, qui fera la puissance des pharaons du Nouvel Empire, était alors du côté de l'ennemi et sera un facteur déterminant dans la défaite égyptienne.
Vers le XIIe siècle, l'armée égyptienne inclut une cavalerie importante. La Bible s'en fait l'écho puisque le passage de la mer Rouge est célébré par les Hébreux : « [Yahweh] a précipité dans la mer le cheval et son cavalier ». Ces derniers ne développeront pas pour eux-mêmes de cavalerie de guerre, notamment à cause de l'absence de roi et d'aristocratie guerrière, jusqu'à Salomon. Ce roi interprète à sa manière le commandement de la Torah qui lui enjoint de « ne pas avoir un grand nombre de chevaux ; et qu'il ne ramène pas le peuple en Égypte pour avoir beaucoup de chevaux ». Il profite de la situation de son royaume pour contrôler les exportations égyptiennes vers le proche-orient :

« Et Salomon tirait ses chevaux d'Égypte, et cela par convois ; les marchands royaux prenaient chaque convoi pour un prix convenu ; et ils faisaient monter et sortir d'Égypte un équipage pour six cents [sicles] d'argent, et un cheval pour cent cinquante ; c'était également par leur moyen qu'ils étaient exportés pour tous les rois des Héthiens et pour les rois de Syrie. »

— La Bible, Deuxième livre des Chroniques Chap. I, 16-17

### Monde méditerranéen antique

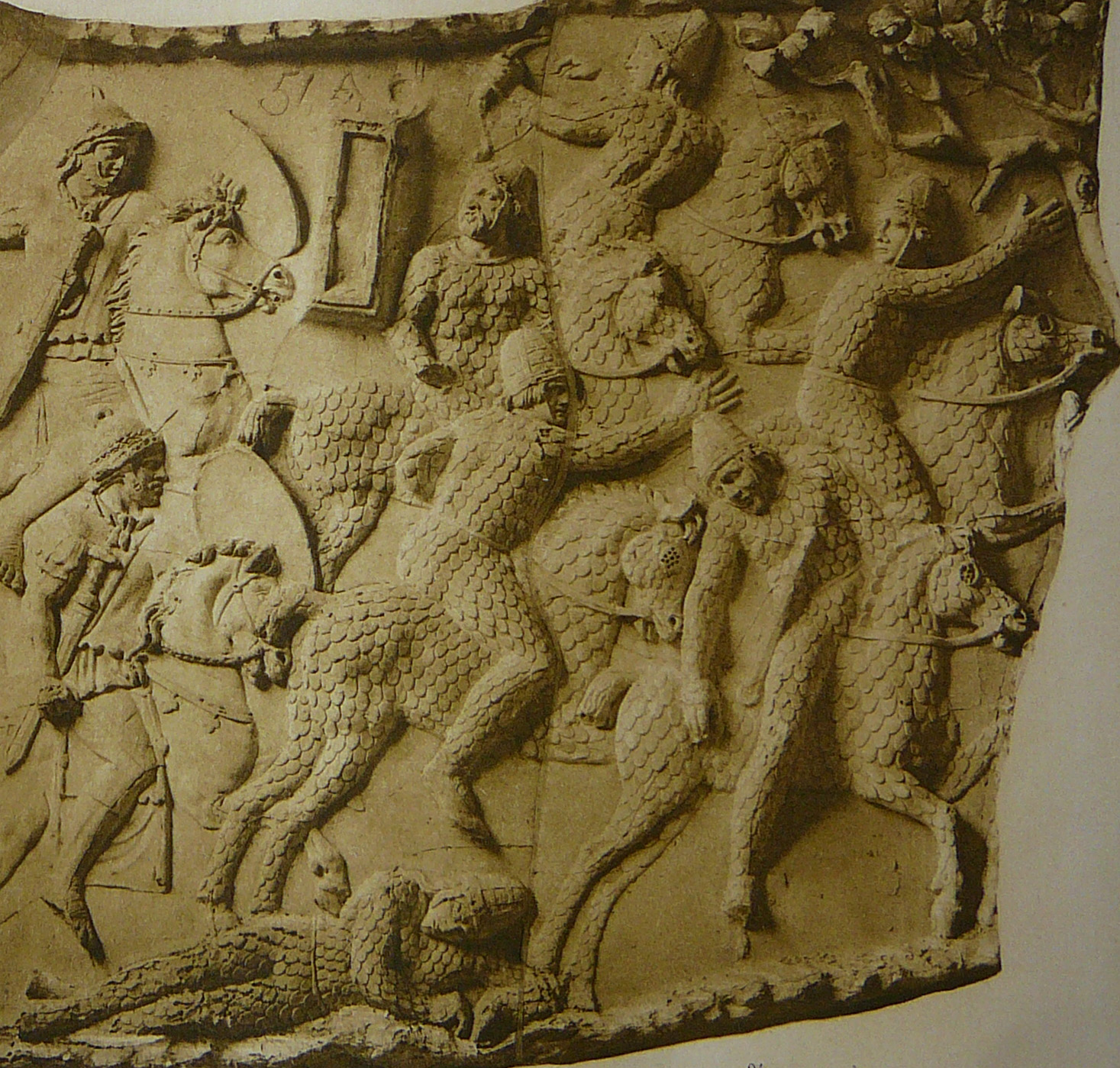
L'Armée romaine affrontant les Sarmates.

Les Grecs, Romains et Byzantins utilisaient le cheval pour la guerre, les communications, le transport, mais aussi les courses de chars. 

#### Grèce antique
À l'époque classique, les colonies grecques qui peuplent la Sicile et la région de Naples sont célèbres dans tout le monde antique pour la qualité et la vélocité des chevaux qu'ils montent et qu'ils attèlent. La numismatique du Ve siècle av. J.-C. donne une représentation précise de petits chevaux de sang au profil rectiligne ou concave, avec une croupe plate et un modèle longiligne de type oriental.

#### Étrusques
Le peuple étrusque est connu exceller dans la pratique équestre. Il introduisit le char de course dans l'Italie du sud. Ses techniques étaient fort différentes de celles des grecs, ainsi que ses chevaux, plus grands et avec une encolure plus élancée. Les chevaux étrusques étaient proches du modèle anatolien, comme le révèlent les ossements retrouvés dans la tombe de Populonia.

#### Rome antique
La cavalerie romaine est initialement et uniquement composée de riches prétoriens, qui devaient fournir leur équipement, mais formaient une sorte d'aristocratie financière, l'ordre équestre, et portaient le titre de chevaliers romains. Inférieure sur de nombreux points aux cavaleries barbares, l'essentiel de la cavalerie romaine est constitué d'auxiliaires. Ne représentant que 10̥ ̥pour cent environ de l'effectif des armées romaines, elle était surtout utilisée pour briser les rangs des ennemis afin de donner un avantage à l'infanterie, aux missions de reconnaissance, et la poursuite, et à tenir les ailes au cours de l'affrontement. Les cavaliers mettaient de plus souvent pied à terre pour se battre. Dès le règne d’Hadrien, Rome se constitua une cavalerie de fédérés cataphractaires sur le modèle de celle des Alains, et les arma en clibanarii. Ils portaient une cuirasse d’écailles complétée par des défenses de bras et de jambe composées de segments de cylindre emboîtés les uns dans les autres, et par un casque à visage dont le timbre était monopièce. Par la suite, l’empire romain installa d’autres troupes de cataphractaires sur son territoire, principalement en Orient, près de la future Byzance.
Lors des guerres puniques, Capoue est si renommée pour ses chevaux, qu'Hannibal s'y rendit pour se procurer des équidés. A l'époque impériale, les Romains, considérant que la cavalerie devait être adapté à son emploi, importèrent de nombreux chevaux de l'étranger. Ils commencèrent à faire la distinction entre les chevaux de guerre, les chevaux destinés à la course, ceux utilisés lors des parades et les animaux plus lourds élevés pour les travaux. Les chevaux équestres des personnages illustres sont du type barbe, les chevaux de guerre ont les caractéristiques de la race campanienne, avec des caractéristiques communes aux chevaux barbes et turcs. Les juments blanches montées par les consuls dans les marches triomphales provenaient d'élevages situés dans la plaine de Capoue. 
Les romains se passionnaient aussi pour la course de chars, où quatre chevaux étaient attelés de front à un quadrige. Ce spectacle se déroulait généralement dans les cirques.

#### Peuples celtes
Les peuples celtes ont probablement domestiqué des poneys sauvages locaux mais en l'absence de témoignage écrit, il est impossible de savoir s'ils en pratiquaient l'élevage. Les recherches archéologiques ont permis de retrouver un char et des squelettes de chevaux datés de 250 av. J.-C. à -300, ce qui tend à prouver que les Celtes attelaient leurs montures. Le sacrifice du cheval était également pratiqué, mais parmi les animaux déterrés se mêlent des équidés de petite taille (1,10 m au garrot, soit totalement impossibles à monter) et d'autres plus grands, identifiés comme importés d'Italie ou d'Espagne. L'utilisation militaire du cheval ne fait aucun doute car elle est attestée par Jules César, qui dit dans les Commentaires sur la Guerre des Gaules être « très impressionné par la cavalerie gauloise » bien que les chevaux soient « petits et laids ».

#### Peuples germaniques
En Germanie, région forestière, les germains montent des chevaux trop petits pour la guerre et ne s'en servent qu'en transport. Jules César fournit des chevaux de combat aux mercenaires germains qu'il engage contre Vercingétorix. 

### Afrique
En Afrique, la cavalerie numide est une unité importante des armées carthaginoises lors des guerres puniques tandis que la cavalerie romaine est réputée médiocre.
Contrairement à l'idée reçue, les Numides ne semblent pas avoir maîtrisé le combat à cheval, du moins au IIIe siècle av. J.-C. Au IIIe siècle, les cavaliers romains d'Afrique du Nord connaissent par contre le bridon.

### Asie

#### Chine
Une nouvelle expansion du cheval se produit dans la steppe eurasienne et le nord-ouest de la Chine, autour de 2000 avant notre ère, en liaison avec le char. Bien que les ossements d'espèces incertaines se trouvent dans certains sites néolithiques tardifs en Chine avant cette date, des os apparaissent dans plusieurs sites et en nombre significatifs, parmi la culture de Qijia et la culture de Siba, 2000-1600 av. J-.C., en Gansu et dans les provinces du nord-ouest de la Chine.
Le plus ancien char hippomobile à nous être parvenu intact provient de la tombe du roi chinois Shang Wu Ding, mort en 1118 av. J.-C. Le cheval était peu utilisé comme animal de trait dans l'agriculture mais les Chinois seraient à l'origine du collier d'épaule. Ils utilisèrent l'étrier au VIe siècle av. J.-C., la cavalerie formant le gros des troupes chinoises. Le cheval (馬) sert de moyen de transport et de communication (coursier). Quand le jeu de polo perse arriva à la cour de l'empereur, tout le monde s'en éprit. Les chinois ne faisant pas encore d'élevage permanent des chevaux, ces derniers restaient un produit de luxe importé des steppes.

#### Japon
Au Japon, le cheval sert d'animal de combat, de coursier et de transport de marchandises, mais dans ce dernier cas il est guidé par des hommes à pied[réf. souhaitée], ce qui limite son potentiel.

## Innovations techniques
La généralisation de la cavalerie dans les steppes eurasiennes mille ans avant notre ère et l’élaboration de la selle à arçon mille ans plus tard sont d'après Jean-Pierre Digard les deux innovations les plus significatives dans le domaine de l'équitation. Sans selle et surtout sans étriers, l'homme a des difficultés pour tenir à dos de cheval, ce qui ne lui permet que les déplacements et l'escarmouche.
L'Antiquité gréco-romaine voit peu d'innovations, Grecs et Romains ignorent la ferrure connue dans les steppes, ils généralisent l'emploi des chars de guerre. D'après Daniel Roche, ils ignorent aussi la selle et les étriers, dont on connaît ailleurs les premiers essais. Leur cavalerie est militairement retardataire par rapport à l'infanterie, en face des cavaliers barbares nomades. La selle à arçon rigide, qui fournit une surface d'appui pour protéger le dos du cheval du poids du cavalier, permet de répartir celui-ci. D'après d'autres sources, les Romains l'auraient inventée au Ier siècle av. J.-C., son usage se généralise au IIe siècle. Les Celtes sont parfois crédités de l'invention du mors de bride.
Les progrès de l'équitation antique, très lents, visent à améliorer la tenue de l'homme sur le dos de l'animal, et à maîtriser sa vitesse et sa direction, d'où l'invention du mors et de la selle à étriers, qui couvre toute l'Antiquité. Les Sassanides, dont la technique, les connaissances équestres et l'assiette en selle sont les meilleures parmi les peuples antiques, transmettent leurs connaissances au peuple arabe qui les envahit au VIIe siècle. Ils connaissent alors la selle à arçon et surtout les étriers, ce qui a une influence déterminante sur l'équitation médiévale. Pourtant, contrairement à l'idée reçue, il est fort possible de charger à la lance sans étriers. Des reconstitutions ont été faites par des archéologues et des cavaliers émérites. Toutefois, il est difficile de manier l'épée à cheval sans étriers.

### Chars
L'utilisation du char précède l'équitation dans le domaine militaire, il se développent essentiellement chez les peuples indo-européens des steppes eurasiennes et permettront leur fulgurante expansion. Les Hittites, un des peuples descendants de ces indo-européens des steppes, développent tout particulièrement cet art de la guerre.
À partir du deuxième quart du IIe millénaire, le développement de l'élevage du cheval sous l'impulsion de divers peuples du Proche-Orient ancien (Hourrites, Kassites, ainsi que des éléments Indo-Aryens) accompagne l'allègement des chars, qui sont alors à deux roues à rayons. Ils sont plus maniables et plus rapides, ce qui entraîne une révolution des techniques militaires sur les champs de bataille de la seconde moitié du IIe millénaire : offensives rapides, raids surprise comme l'atteste la bataille de Qadesh. L'armée assyrienne du début du Ier millénaire consacre ensuite l'organisation de chars tirés par deux chevaux et montés par trois soldats (conducteur, archer et porte-bouclier).
Les peuples celtes, indo-européens, connaissent le char, évoqué dans les épopées. Ceux d'Europe occidentale l'abandonnent progressivement au cours de IIIe siècle au profit de l'équitation dont ils reconnaissent les avantages. Ceux du Danube et la Thrace, au IIIe siècle av. J.-C., étaient peut-être déjà cavaliers.  

### Cavalerie
La plus ancienne représentation connue d'un cavalier est un bas-relief de Crète, daté du IIe millénaire av. J.-C., où l'homme, vraisemblablement un militaire, porte un javelot et un bouclier. Elle remet en cause l'idée selon laquelle le cheval a toujours été attelé avant d'être monté. 
Le développement de la cavalerie montée est essentiellement l’œuvre des Scythes, peuples indo-européens nomades des steppes eurasiennes, de là elle se répandra rapidement dans toute l'Eurasie.
L'armée assyrienne développe la cavalerie montée avec l'emploie de mercenaires scythes, jusqu'alors peu employée au Proche Orient, peut-être sous l'influence de ses adversaires araméens. L'invention de la martingale vers le début du VIIIe siècle permet une utilisation plus importante de la cavalerie, dont des compagnies sont organisées.

#### Archerie montée
Les Scythes avaient pour principale technique de guerre l'archerie montée. L'une des premières représentations d'archer à cheval date du VIIe siècle av. J.-C., à Ninive en Assyrie, avec un cavalier mercenaire scythe d'Assourbanipal. La tenue à cheval s'améliore, ces cavaliers se risquent désormais à la chasse et à la guerre, aidés pour cela par l'invention du mors à barrettes et l'utilisation de rênes alourdies qui permettent d'employer l'arc tout en empêchant la monture de prendre une allure trop rapide. L'archer à cheval devient l'unité militaire par excellence dans les steppes, et inspire la crainte des siècles durant. Les Scythes, redoutables cavaliers, maîtrisent l'élevage et la guerre équestre, et résistent à Darius Ier. Les Romains, pourtant réputés pour la qualité de leur armée, n'osent attaquer ces peuples cavaliers des steppes. La perfection de l'équitation sans étriers est atteinte par les Parthes, héritiers des Scythes, puis chez leurs successeurs, les Sassanides, qui comme les Parthes et les Scythes sont capables de se retourner sur le dos de leur monture au galop et de décocher une flèche dans cette position : c'est le célèbre tir parthe.

#### Cavalerie lourde
Les Scythes sélectionneront des races de chevaux plus fortes qui permettront de développer les premiers cataphractaires entièrement en armure. Il serons rapidement employés par les Perses Achéménides qui comptaient de nombreux mercenaires scythes dans leurs armées, les cataphractaires deviendront ensuite une base essentielle des techniques de guerre des Parthes puis des Sassanides ainsi que des Byzantins.

## Cheval dans la culture Antique

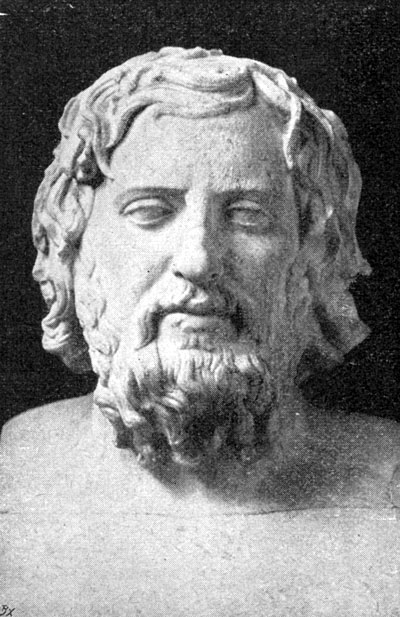
Xenophon, auteur du plus célèbre des traités d'équitation antiques, au

La fréquence du cheval dans l'art antique témoigne d'un statut symbolique de premier plan.
Au Proche-orient ancien, les équidés sont prisés pour le prestige qu'ils dégagent lors de manifestations publiques de la puissance d'un souverain ou d'un dieu. Dans la Syrie amorrite (début du IIe millénaire), l'âne ou mulet a la plus forte valeur de prestige. Par la suite, ce sont les chevaux qui deviennent, incontestablement, les animaux de prestige associés à la puissance des rois et des dieux, qui disposent de haras où les étalons les plus remarquables (parfois choisis par le dieu lui-même à la suite d'une procédure de divination) bénéficient de soins de choix, et sont sortis pour les grandes parades, comme les chevaux blancs tirant le char du dieu Assur lors de la fête du Nouvel An. Il est en revanche difficile d'aller plus loin et de parler d'« animaux de compagnie » dans les sociétés du Proche-Orient ancien, car il n'y a pas vraiment de preuves démontrant qu'il y avait des animaux élevés pour le simple plaisir de leur maître dans son intimité.
Dans l'art des Celtes, le cheval est un thème récurrent de l'iconographie, assez rare pour la période de Hallstatt, plus fréquent pour la période de La Tène ; l'animal est réservé à l'aristocratie guerrière. Dans la mythologie, le cheval est associé à la déesse gauloise Epona, la déesse galloise Rhiannon et à la déesse irlandaise Macha.

### Traités d'équitation
Le Hittite Kikkuli écrit vers 1490 av. J.-C. L'art de soigner et d'entraîner les chevaux, considéré comme « le plus ancien traité d'équitation du monde », et qui concerne essentiellement le cheval de char. Le traité d'équitation de Xénophon, au Ve siècle av. J.-C. concerne l'équitation en tant que telle, il « contient les principes de toute équitation supérieure », même si l'équitation indienne du IIe siècle av. J.-C. n'a rien à lui envier.